# Édgar Samir Martínez
Édgar Samir Martínez Soto (Olanchito, Yoro, Honduras; 29 de agosto de 1989) es un futbolista hondureño. Se desempeña como defensa y actualmente juega en el Real Sociedad de la Liga Nacional de Honduras.

## Trayectoria
El 17 de abril de 2010 convirtió su primera anotación con Real España en Liga Nacional durante la victoria de 2 goles a 1 contra el Victoria.

## Clubes
| Club          | País     | Año             |
| ------------- | -------- | --------------- |
| Real España   | Honduras | 2009 - 2011     |
| Social Sol    | Honduras | 2011 - 2017     |
| Real Sociedad | Honduras | 2017 - Presente |